# Băești, Buzău
Băești este un sat în comuna Cernătești din județul Buzău, Muntenia, România. Se află în Subcarpații de Curbură, în centrul județului, pe valea Slănicului.
La sfârșitul secolului al XIX-lea, satul Băești era reședința unei comune din plaiul Slănic al județului Buzău, comună formată din satele Băești, Ciuciurele și Poponeți, având în total 600 de locuitori; pe teritoriul ei funcționau o biserică la Băești și o moară de apă pe râul Slănic. În 1925, comuna Băești a fost unită cu comuna Aldeni, formând comuna Băești-Aldeni, care la rândul ei a fost desființată și inclusă în 1968 în comuna Cernătești.